# Fleming (Nowy Jork)
Fleming – miasto w Stanach Zjednoczonych, w stanie Nowy Jork, w hrabstwie Cayuga.